# CD4
CD4 (англ. CD4 molecule) – білок, який кодується однойменним геном, розташованим у людей на короткому плечі 12-ї хромосоми. Довжина поліпептидного ланцюга білка становить 458 амінокислот, а молекулярна маса — 51 111.
| 10         |  | 20         |  | 30         |  | 40         |  | 50         |
| ---------- |  | ---------- |  | ---------- |  | ---------- |  | ---------- |
| MNRGVPFRHL |  | LLVLQLALLP |  | AATQGKKVVL |  | GKKGDTVELT |  | CTASQKKSIQ |
| FHWKNSNQIK |  | ILGNQGSFLT |  | KGPSKLNDRA |  | DSRRSLWDQG |  | NFPLIIKNLK |
| IEDSDTYICE |  | VEDQKEEVQL |  | LVFGLTANSD |  | THLLQGQSLT |  | LTLESPPGSS |
| PSVQCRSPRG |  | KNIQGGKTLS |  | VSQLELQDSG |  | TWTCTVLQNQ |  | KKVEFKIDIV |
| VLAFQKASSI |  | VYKKEGEQVE |  | FSFPLAFTVE |  | KLTGSGELWW |  | QAERASSSKS |
| WITFDLKNKE |  | VSVKRVTQDP |  | KLQMGKKLPL |  | HLTLPQALPQ |  | YAGSGNLTLA |
| LEAKTGKLHQ |  | EVNLVVMRAT |  | QLQKNLTCEV |  | WGPTSPKLML |  | SLKLENKEAK |
| VSKREKAVWV |  | LNPEAGMWQC |  | LLSDSGQVLL |  | ESNIKVLPTW |  | STPVQPMALI |
| VLGGVAGLLL |  | FIGLGIFFCV |  | RCRHRRRQAE |  | RMSQIKRLLS |  | EKKTCQCPHR |
| FQKTCSPI   |  |            |  |            |  |            |  |            |

A: Аланін

C: Цистеїн

D: Аспарагінова кислота

E: Глутамінова кислота

F: Фенілаланін

G: Гліцин

H: Гістидин

I: Ізолейцин

K: Лізин

L: Лейцин

M: Метіонін

N: Аспарагін

P: Пролін

Q: Глутамін

R: Аргінін

S: Серин

T: Треонін

V: Валін

W: Триптофан

Кодований геном білок за функціями належить до рецепторів клітини-хазяїна для входу вірусу, рецепторів. 
Задіяний у таких біологічних процесах, як адаптивний імунітет, імунітет, взаємодія хазяїн-вірус. 
Локалізований у клітинній мембрані, мембрані.